# Alchemilla flavovirens
Alchemilla flavovirens é uma espécie de rosácea do gênero Alchemilla, pertencente à família Rosaceae.